# Berlin-Fennpfuhl
Fennpfuhl is een stadsdeel in het district Lichtenberg in Berlijn. De wijk is pas bij de administratieve hervorming van 2001 een eigen stadsdeel geworden en behoorde daarvoor tot de wijk Lichtenberg en werd daar als Lichtenberg-Nord bestempeld. Na Friedenau is het de dichtstbevolkte wijk van de stad. 

## Geschiedenis
Het ontwerp van de woonwijk Lichtenberg-Nord begon in april 1961. De planning werd opgedeeld in drie bouwfasen. Het totale te bebouwen gebied besloeg 175 hectare. In de Erich-Kuttner-Straße aan de rand van het gebied (bouwfase I) werd het eerste huis van het toekomstige prefab-woningtype P2 gebouwd, een van de meest gebouwde woningtypes in de DDR. Eind 1972 werd begonnen met de bouw van een hoogbouw aan de Roederplatz, hier kwam de eerste aaneengesloten grote geprefabriceerde woonwijk van de DDR. De Villa am Fennpfuhl, uit 1896 is het oudste gebouw dat nog aanwezig is. Vele andere gebouwen werden afgebroken om plaats te maken voor de nieuwe wijk. 

## Verkeer
Al in 1893 reed er een paardentram door het gebied. Tegenwoordig wordt Fennpfuhl bediend door de tramlijnen M5, M6, M8, M13, 16 en 21. Er rijdt geen S-Bahn door Fennpfhul, maar net buiten de wijkgrens liggen wel de stations Storkower Straße en Landsberger Allee.
Alt-Hohenschönhausen ·
Falkenberg ·
Fennpfuhl ·
Friedrichsfelde ·
Karlshorst ·
Lichtenberg ·
Malchow ·
Neu-Hohenschönhausen ·
Rummelsburg ·
Wartenberg